# إيان سومرهالدر
إيان جوزيف سمرهولدر (بالإنجليزية: Ian Joseph Somerhalder) (ولد في 8 ديسمبر 1978، كوفينغتون، لويزيانا، الولايات المتحدة)، ممثل وعارض أزياء ومنتج أمريكي اشتهر بدور «دايمن سلفاتور» في مسلسل يوميات مصاص دماء و«بون كارليل» في المسلسل التلفزيوني لوستو واعد الممثله نينا دوبريف التي كانت في دور ايلينا غيلبرت من مسلسل يوميات مصاص دماء من2010-2013.

## نشأته
ولد ايان سمرهولدر ونشأ في كوفينغتون، لويزيانا، والدته هي إدنا التي عملت كمعالجة تدليك، ووالده هو روبرت سمرهولدر، مقاول بناء مستقل. لديه أخ وأخت أكبر منه. تلقى تعلميه الابتدائي في مدرسة القديس بول الخاصة في كوفينغتون.
بدأ العمل كعارض أزياء من سن 10 حتى 13، وعندما بلغ من العمر 17 عامًا قرر أن يتجه لمجال التمثيل.

## مسيرته

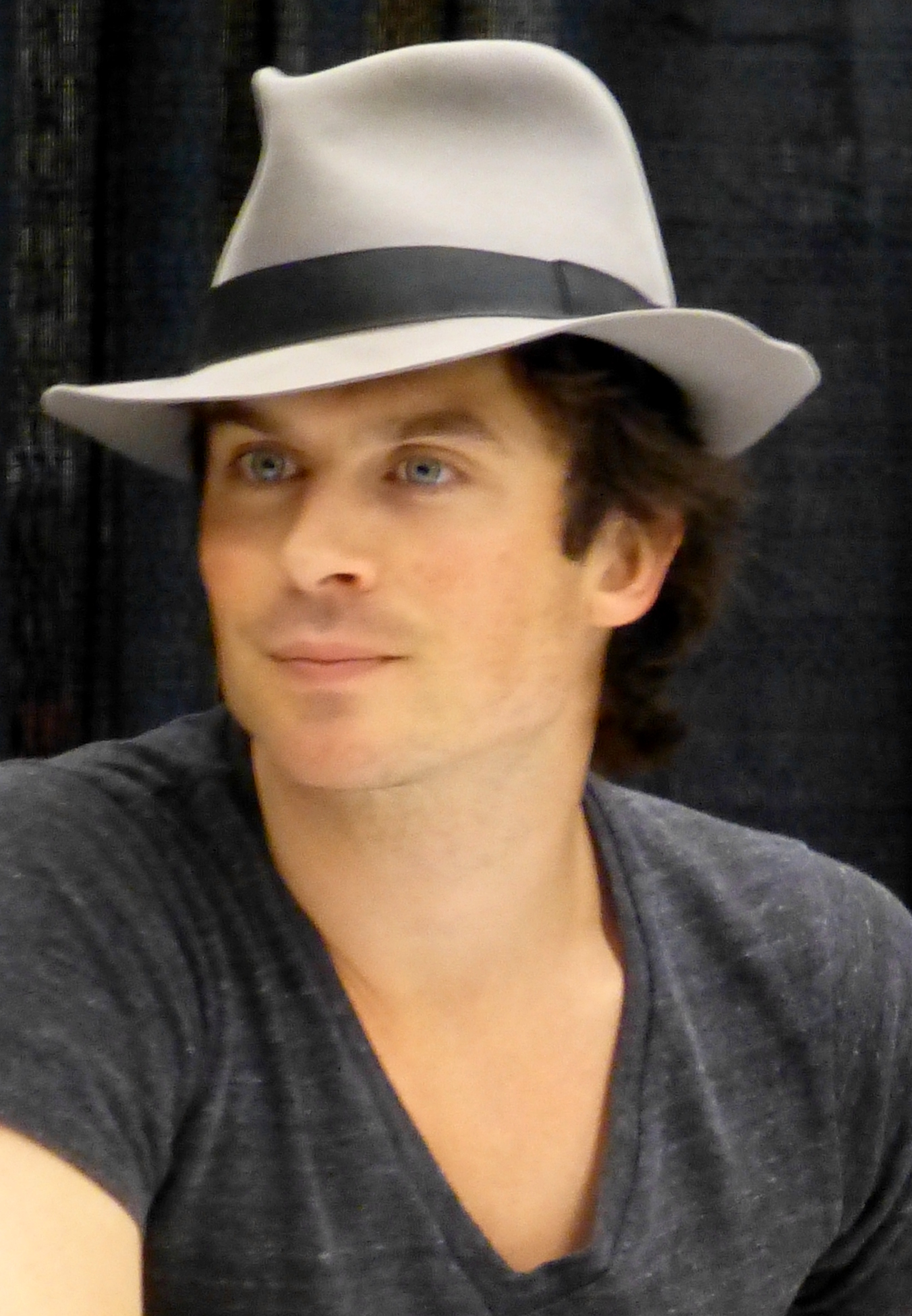
إبان سومرهالدر في جائزة Wizard World Cleveland 2015

في صيف عام 2000، ظهر سومرهالدر في عدد من البرامج التلفزيونية والإذاعية مثل مسلسل الأمريكيون الشباب، برنامج الراديو Spin-off، ومسلسل نهر داوسون. لعب سمرهولدر في مسلسل الأمريكيون الشباب دور «هاميلتون فليمينغ» وهو نجل عميد مدرسة داخلية مرموقة. في عام 2002، مثَّل سومرهالدر شخصية «بول دينتون» جنبا إلى جنب مع جيمس فان دير بيك، شانين سوسامون، وجيسيكا بيل.
في عام 2004 ، حقق سومرهالدر نجاحًا باهرًا عندما لعب دور «بون كارلايل» بشكل مميز في البرنامج التلفزيوني الناجح لوست. وبالرغم من وفاة هذه الشخصية في الحقلة العشرين من الموسم الأول من المسلسل فقد عاد سومرهالدر ليلعب دور «بون كارلايل» مرة أخرى ويظهر في سبع حلقات بين عامي 2005 و 2010 بما في ذلك الحلقة الأخيرة من المسلسل.
في عام 2009، ظهر سومرهالدر في فيلم «البطولة» حيث لعب دور قاتل بالمشاركة مع قتلة آخرين. في يونيو 2009، ظهر سومرهالدر في دور مصاص الدماء «دايمن سالڤتور» في سلسلة الدراما التلفزيونية يوميات مصاص دماء.

## أعماله

### الافلام
| عام  | عنوان                    | وظيفة                | ملاحظات   |
| ---- | ------------------------ | -------------------- | --------- |
| 1998 | شهرة                     | غير مؤكد             | نكروديتيد |
| 2001 | الحياة كبيت              | جوش                  |           |
| 2002 | قلوب تغيير               | جايسون كيلي          |           |
| 2002 | قواعد الجاذبية           | بول دينتون           |           |
| 2004 | في العدو الأيدي          | USS السياف داني ميلر |           |
| 2004 | العجوز واستوديو          | مات                  | فيلم قصير |
| 2006 | TV الهجاء الوطني: الفيلم | غير مؤكد             | نكروديتيد |
| 2006 | نبض                      | دكستر مكارثي         |           |
| 2006 | الإحساس البصر            | شخص غير مستقر        |           |
| 2008 | فقدت السامري             | وليام آرتشر          |           |
| 2009 | استيقظ                   | تايلر                |           |
| 2009 | المنافسة                 | مايلز سليد           |           |
| 2010 | كيفية جعل حب لامرأة      | دانيال ميلتزر        |           |
| 2013 | القبض على الشريط         | ضابط لويس            |           |
| 2013 | الوقت يشكل               | وكيل الأسود          | فيلم قصير |
| 2014 | ذا أنومالي               | هاركين لأنغام        |           |

### مسلسلات
| عام           | عنوان                                | وظيفة           | ملاحظات                                                          |
| ------------- | ------------------------------------ | --------------- | ---------------------------------------------------------------- |
| 1997          | بيج ايزي                             | معدل الذكاء     | الحلقة: "إن حقيبة أسود"                                          |
| 1999          | الآن ومرة أخرى                       | بريان           | الحلقة: "حياة الفتاة"                                            |
| 2000          | الأميركيون الشباب                    | هاميلتون فليمنغ | يلقي الرئيسية؛ جميع الحلقات 8                                    |
| 2001          | تشريح جريمة الكراهية                 | راسل هندرسون    | فيلم TV                                                          |
| 2002          | CSI: التحقيق في موقع الجريمة         | توني ديل Nagro  | الحلقة: "الانتقام هو أفضل ما يخدم البارد"                        |
| 2002          | وحدة الضحايا الخاصة: القانون والنظام | تشارلي بيكر     | الحلقة: "الهيمنة"                                                |
| 2003          | CSI: ميامي                           | ريكي مردوخ      | الحلقة: "إن أفضل دفاع"                                           |
| 2004          | لا يعرف الخوف                        | الأردن جرايسي   | الطيار TV المباعة                                                |
| 2004          | سمولفيل                              | آدم كنيت        | 6 حلقة                                                           |
| 2007          | ماركو بولو                           | ماركو بولو      | فيلم TV                                                          |
| 2007          | اخبرني انك تحبني                     | شق              | 6 حلقة                                                           |
| 2008          | غزاة المدينة المفقودة                | جاك كوبياك      | فيلم TV                                                          |
| 2009          | كرة نارية                            | لي كوبر         | فيلم TV                                                          |
| 2004-07. 2010 | ضائع                                 | بون كارليل      | المصبوب الرئيسي (الموسم 1) ضيف خاص ستار (الموسم 2-3، 6): 28 حلقة |
| 2009-17       | يوميات مصاص دماء                     | ديمون سلفاتوري  | يلقي الرئيسية؛ 171 حلقة                                          |
| 2014          | سنوات من العيش تحت الخطر             | نفسه            | سلسلة وثائقية. الحلقة: "كريم والكبريت"                           |

## جوائز وترشيحات
| عام  | جائزة                    | الفئة                                        | عمل                 | نتيجة |
| ---- | ------------------------ | -------------------------------------------- | ------------------- | ----- |
| 2002 | جوائز يانغ هوليوود       | مثيرة الوجه الجديد - ذكر                     | N / A               | وون   |
| 2005 | جائزة اختيار المراهقين   | اختيار TV اندلاع الأداء - ذكر                | ضائع                | معين  |
| 2006 | جائزة نقابة ممثلي الشاشة | الأداء المتميز من قبل فرقة في مسلسل درامي    | خسر (مع المدلى بها) | وون   |
| 2010 | جوائز يانغ هوليوود       | يلقي لوتش (مع بول ويسلي و نينا دوبريف )      | يوميات مصاص دماء    | وون   |
| 2010 | جائزة اختيار المراهقين   | اختيار TV وغد                                | يوميات مصاص دماء    | وون   |
| 2010 | جائزة اختيار المراهقين   | اختيار ذكر هوتي                              | يوميات مصاص دماء    | معين  |
| 2011 | جائزة اختيار المراهقين   | الاختيار TV ممثل الخيال / الخيال العلمي      | يوميات مصاص دماء    | وون   |
| 2011 | جائزة اختيار المراهقين   | اختيار مصاص الدماء                           | يوميات مصاص دماء    | معين  |
| 2011 | جائزة اختيار المراهقين   | اختيار ذكر هوتي                              | يوميات مصاص دماء    | معين  |
| 2011 | جوائز اختيار الشعب       | المفضل TV الدراما ممثل                       | يوميات مصاص دماء    | معين  |
| 2012 | جوائز اختيار الشعب       | المفضل TV الدراما ممثل                       | يوميات مصاص دماء    | معين  |
| 2012 | جوائز سفر التكوين        | مجتمع إنساني                                 |                     | وون   |
| 2012 | جائزة اختيار المراهقين   | الاختيار TV ممثل الخيال / الخيال العلمي      | يوميات مصاص دماء    | وون   |
| 2012 | جائزة اختيار المراهقين   | اختيار ذكر هوتي                              | يوميات مصاص دماء    | فاز   |
| 2012 | هل جوائز شيء             | أفضل تلفزيون ستار                            | يوميات مصاص دماء    | معين  |
| 2012 | هل جوائز شيء             | تغريد                                        |                     | معين  |
| 2012 | جوائز الإعلام البيئي     | جائزة العقود الآجلة EMA                      |                     | وون   |
| 2012 | جوائز ليلة رعب           | المفضل ذكر التلفزيون / فيلم مصاص الدماء      | يوميات مصاص دماء    | وون   |
| 2012 | جوائز الأخضر الدولي      | المشاهير الأكثر المسؤول                      |                     | وون   |
| 2013 | جوائز اختيار الشعب       | المفضل المسرحية TV ممثل                      | يوميات مصاص دماء    | معين  |
| 2013 | جائزة اختيار المراهقين   | الاختيار ممثل TV: خيال / خيال علمي           | يوميات مصاص دماء    | وون   |
| 2014 | جوائز اختيار الشعب       | المفضل الخيال العلمي / الخيال TV ممثل        | يوميات مصاص دماء    | فاز   |
| 2014 | جوائز اختيار الشعب       | المفضلة على الشاشة الكيمياء (مع نينا دوبريف) | يوميات مصاص دماء    | وون   |
| 2014 | الشاشة خدمات جوائز فندوم | سفينة من السنة (مع نينا دوبريف )             | يوميات مصاص دماء    | فاز   |
| 2014 | جائزة اختيار المراهقين   | الاختيار TV ممثل الخيال / الخيال العلمي      | يوميات مصاص دماء    | وون   |
| 2014 | جائزة اختيار المراهقين   | اختيار ذكر هوتي                              | يوميات مصاص دماء    | وون   |
| 2014 | جائزة اختيار المراهقين   | اختيار الأحمق                                |                     | معين  |
| 2014 | جائزة اختيار المراهقين   | اختيار وسائل الاعلام الاجتماعية الملك        |                     | معين  |
| 2014 | جوائز يانغ هوليوود       | أفضل الثلاثية (مع بول ويسلي ونينا دوبريف)    | يوميات مصاص دماء    | وون   |
| 2015 | جوائز اختيار الشعب       | المفضل الخيال العلمي / الخيال TV ممثل        | يوميات مصاص دماء    | معين  |
| 2015 | جوائز اختيار الشعب       | المفضلة TV الثنائي (مع نينا دوبريف)          | يوميات مصاص دماء    | وون   |
| 2015 | جائزة اختيار المراهقين   | الاختيار TV ممثل الخيال / الخيال العلمي      | يوميات مصاص دماء    | معين  |
| 2015 | جائزة اختيار المراهقين   | TV اختيار: الكيمياء (مع كات غراهام )         | يوميات مصاص دماء    | معين  |
| 2015 | جائزة اختيار المراهقين   | تلفزيون الاختيار: Liplock (مع نينا دوبريف)   | يوميات مصاص دماء    | وون   |
| 2015 | جوائز فندوم الشاشة خدمات | سفينة من السنة (مع كات غراهام )              | يوميات مصاص دماء    | معين  |
| 2016 | جوائز اختيار الشعب       | المفضل الخيال العلمي / الخيال TV ممثل        | يوميات مصاص دماء    | معين  |
| 2016 | جائزة اختيار المراهقين   | الاختيار TV ممثل الخيال / الخيال العلمي      | يوميات مصاص دماء    | معين  |
| 2016 | جائزة اختيار المراهقين   | TV اختيار: الكيمياء (مع كات غراهام)          | يوميات مصاص دماء    | معين  |
| 2017 | جوائز اختيار الشعب       | المفضل الخيال العلمي / الخيال TV ممثل        | يوميات مصاص دماء    | معين  |

## وصلات خارجية
- إيان سومرهالدر على موقع IMDb (الإنجليزية)
- إيان سومرهالدر على موقع روتن توميتوز (الإنجليزية)
- إيان سومرهالدر على موقع ألو سيني (الفرنسية)
- إيان سومرهالدر على موقع تيرنر كلاسيك موفيز (الإنجليزية)
- إيان سومرهالدر على موقع أول موفي (الإنجليزية)
- إيان سومرهالدر على موقع قاعدة بيانات الأفلام السويدية (السويدية)
- إيان سومرهالدر على موقع إن إن دي بي (الإنجليزية)
- إيان سومرهالدر على موقع قاعدة بيانات الفيلم (الإنجليزية)
- إيان سومرهالدر على موقع كينوبويسك (الروسية)
- إيان سومرهالدر على موقع تي في.كوم

| الجوائز و الإنجازات | الجوائز و الإنجازات                                   | الجوائز و الإنجازات |
| ------------------- | ----------------------------------------------------- | ------------------- |
| سبقه جيسي برادفورد  | جائزة شباب هوليوود 2002 لـ"الوجه الجديد المثير - ذكر" | تبعه يتم التعيين    |